# Calumbi
Calumbi è un comune del Brasile nello Stato del Pernambuco, parte della mesoregione del Sertão Pernambucano e della microregione della Vale do Pajeú.